# Rasmus Christoffer Effersøe

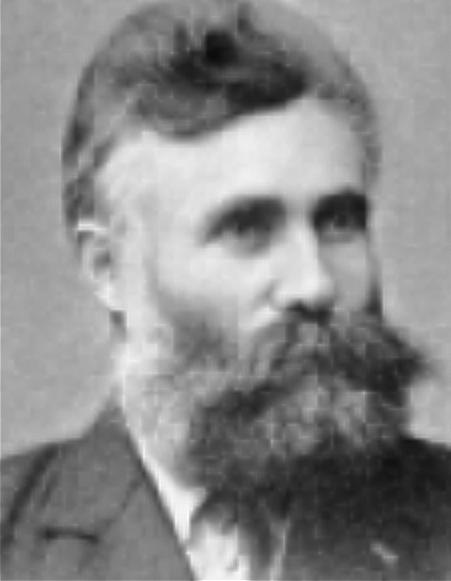
Rasmus C. Effersøe

Rasmus Christoffer Effersøe, gelegentlich auch Effersø geschrieben (* 30. Mai 1857 in Tvøroyri/Färöer; † 23. März 1916) war ein färöischer Dichter, Politiker und Zeitungsredakteur. Er gilt neben Jóannes Patursson als der führende Kopf der färöischen Nationalbewegung.

## Leben

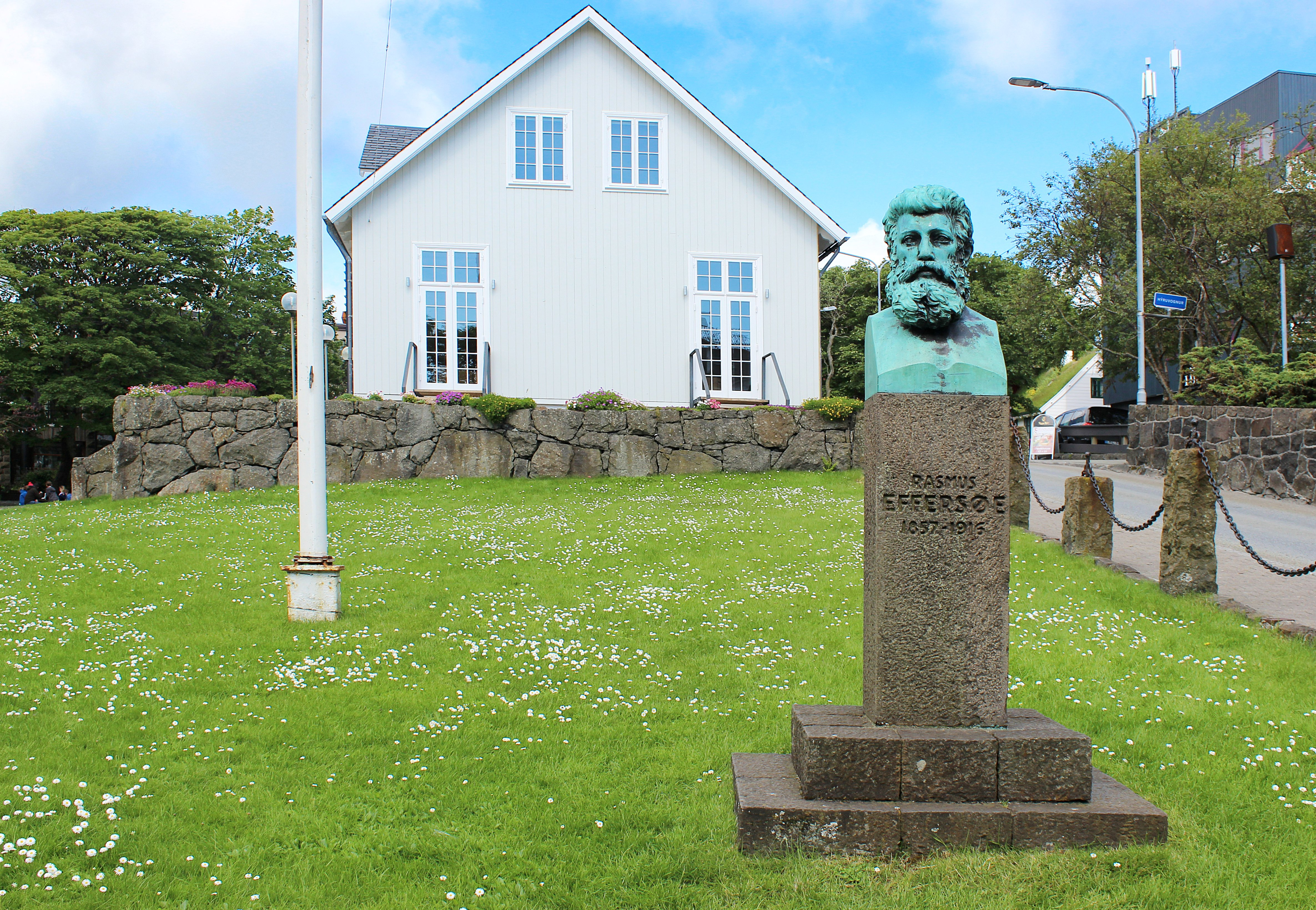
Büste von Rasmus C. Effersøe in Tórshavn

Rasmus Effersøe kam 1857 als Sohn des Sýslumaður  von Suðuroy Gudmund Effersøe und dessen Frau Kathrina in Tvøroyri zur Welt. Nach der Schule ging er zum Studium nach Dänemark und Schweden und bestand 1879 die Prüfung zum Landwirt. Er war in der Folge von 1889 bis zu seinem Tode Landwirtschaftsberater. 
Eine besondere Rolle spielte Effersøe beim Weihnachtstreffen der Färöer 1888. In der Geschichte der Färöer bedeutete sein Vortrag der Hymne Nú er tann stundin … des jungen Jóannes Patursson (der zu schüchtern war, es selber vorzutragen) den Aufbruch in eine neue Ära. Die nationale Erweckung führte zur Durchsetzung der färöischen Sprache in allen Bereichen und letztlich der Autonomie von 1948. 
Effersøe war es auch, der zusammen mit Patursson Anfang Januar 1889 ein weiteres Treffen einberief, auf dem dann die Sprach- und Kulturgesellschaft "Føringafelag" gegründet wurde. Im selben Jahr schrieb Rasmus Effersøe sein erstes Theaterstück, das oft als erstes färöisches Theaterstück bezeichnet wird. Allerdings erschien im gleichen Jahr auch das Theaterstück von Helena Patursson, von dem aber nur noch Fragmente erhalten sind. Im Januar 1890 wurde er Leiter des neugegründeten Blattes "Føringatíðindi", der ersten färöischsprachigen Zeitung überhaupt. Die Monatszeitung wurde vom "Føringafelag" herausgegeben. Zuvor war er schon von 1886 bis 1889 bei Dimmalætting als Redakteur tätig und erneut von 1902 bis 1905. Von 1899 bis 1900 und von 1910 bis 1915 war er Chefredakteur der Zeitung Dúgvan. 
Effersøe war von 1897 bis 1901 Mitglied des Løgtings, zu einer Zeit als es noch keine politischen Parteien gab. Eine Büste von ihm steht auf dem Rasen vor dem Parlamentsgebäude und ist daher jedem Besucher der Färöer bekannt. Das Denkmal wurde zur Ólavsøka (Parlamentseröffnung am 29. Juli) 1933 enthüllt. Effersøes Neffe Edward Mitens, der sich für die Aufstellung des Denkmals eingesetzt hatte, hielt damals die Rede. Nach R. C. Effersøe ist auch ein färöischer Trawler benannt, der seinen Heimathafen in Tvøroyri hat. Am 19. Mai 2008 wird Rasmus C. Effersøe vom Postverk Føroya mit einer Briefmarke geehrt.

## Familie
Rasmus Effersøe war der Sohn von Kathrina Elisabeth Helena, geb. Müller aus Tórshavn und dem Sýslumaður Gudmund Christie Laurentius Isholm Effersøe (1827–1916) aus Tvøroyri. Dessen Vater, Jón Guðmundsson Effersøe (1784–1866), war als Einwanderer aus Island auf die Färöer gekommen. Der dänische Nachname Effersø geht auf die ehemalige isländische Insel Örfirisey im Kollafjörður zurück, die inzwischen durch eine Dammaufschüttung fest mit Reykjavík verbunden ist.
Der jüngere Bruder von Rasmus war Oliver Effersøe, von 1894 bis 1920 Sýslumaður in Tvøroyri und als Mitbegründer und zeitweiliger Vorsitzender des Sambandsflokkurin einer der politischen Gegenspieler von Jóannes Patursson. Der färöischer Lehrer, Politiker und Zeitungsredakteur Oliver Petræus Effersøe war dagegen der jüngere Bruder seines Vaters.

## Werke
- Sjónarleikir. 1901 – Schauspiele.
- Minnisútgáva: 1857–1957. Tórshavn 1957, 260 S. – Gedenkausgabe.